# スネールフラワー

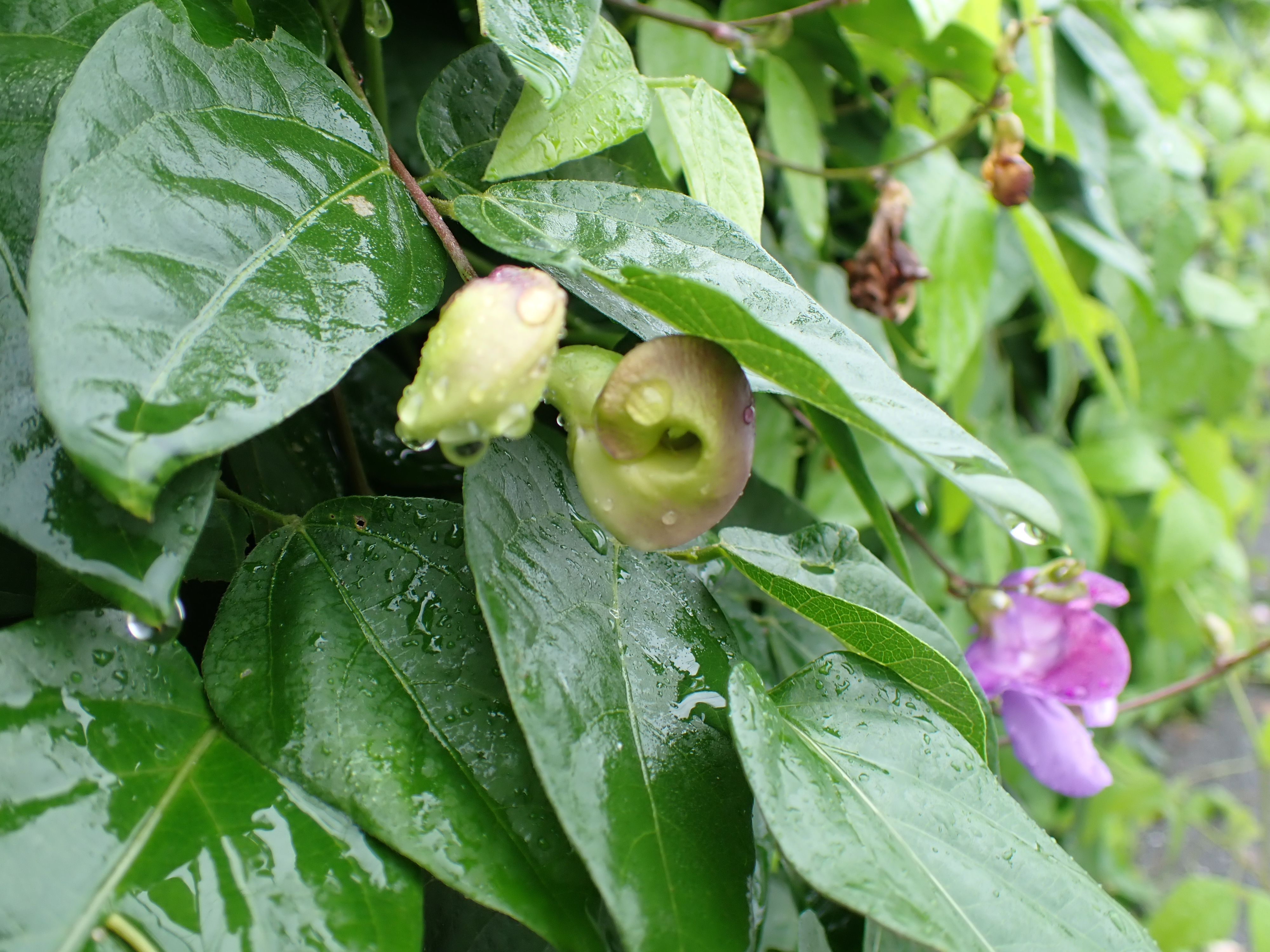
蕾（2024年6月 沖縄県国頭郡本部町）

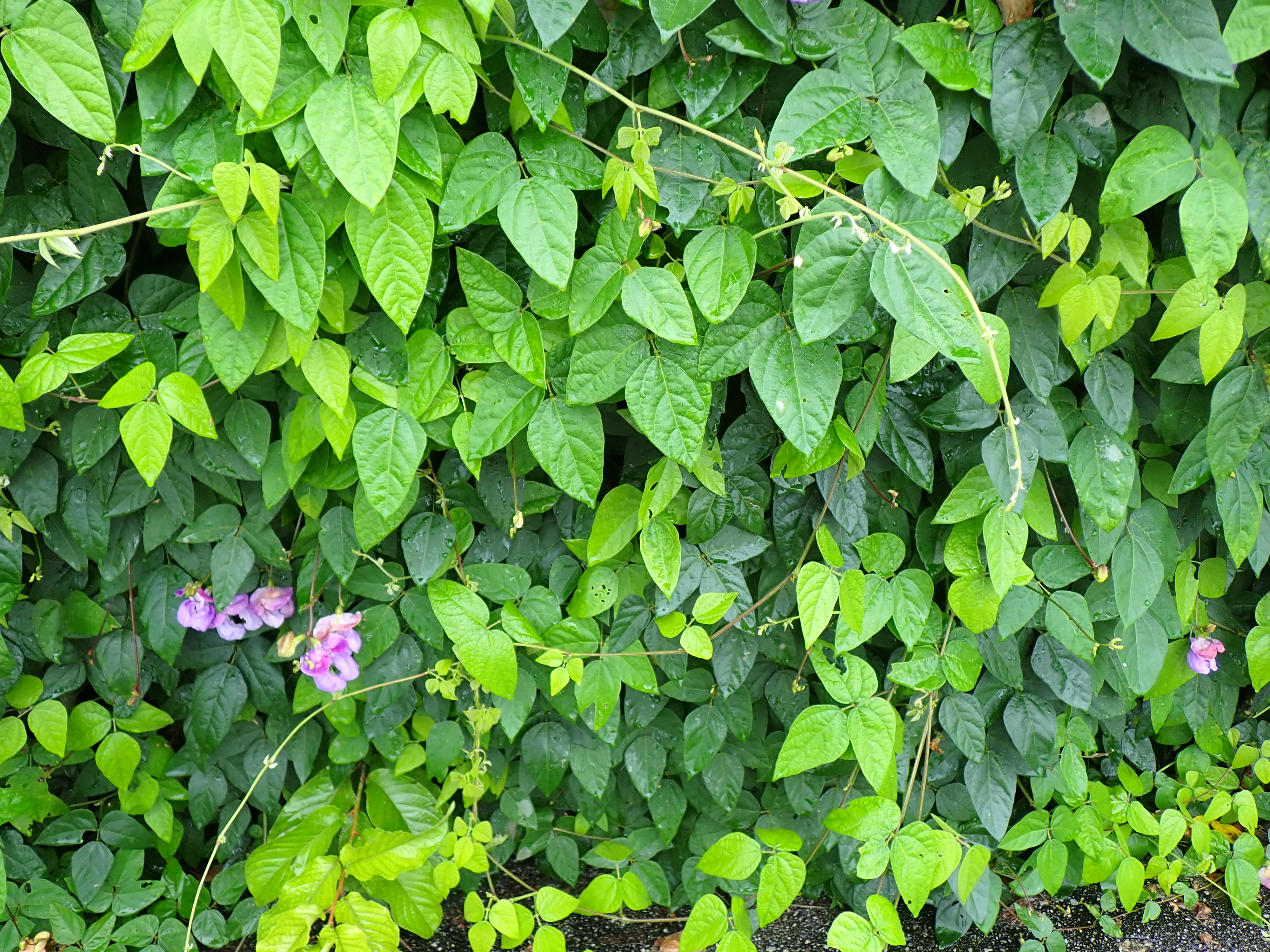
植栽（2024年6月 沖縄県国頭郡本部町）

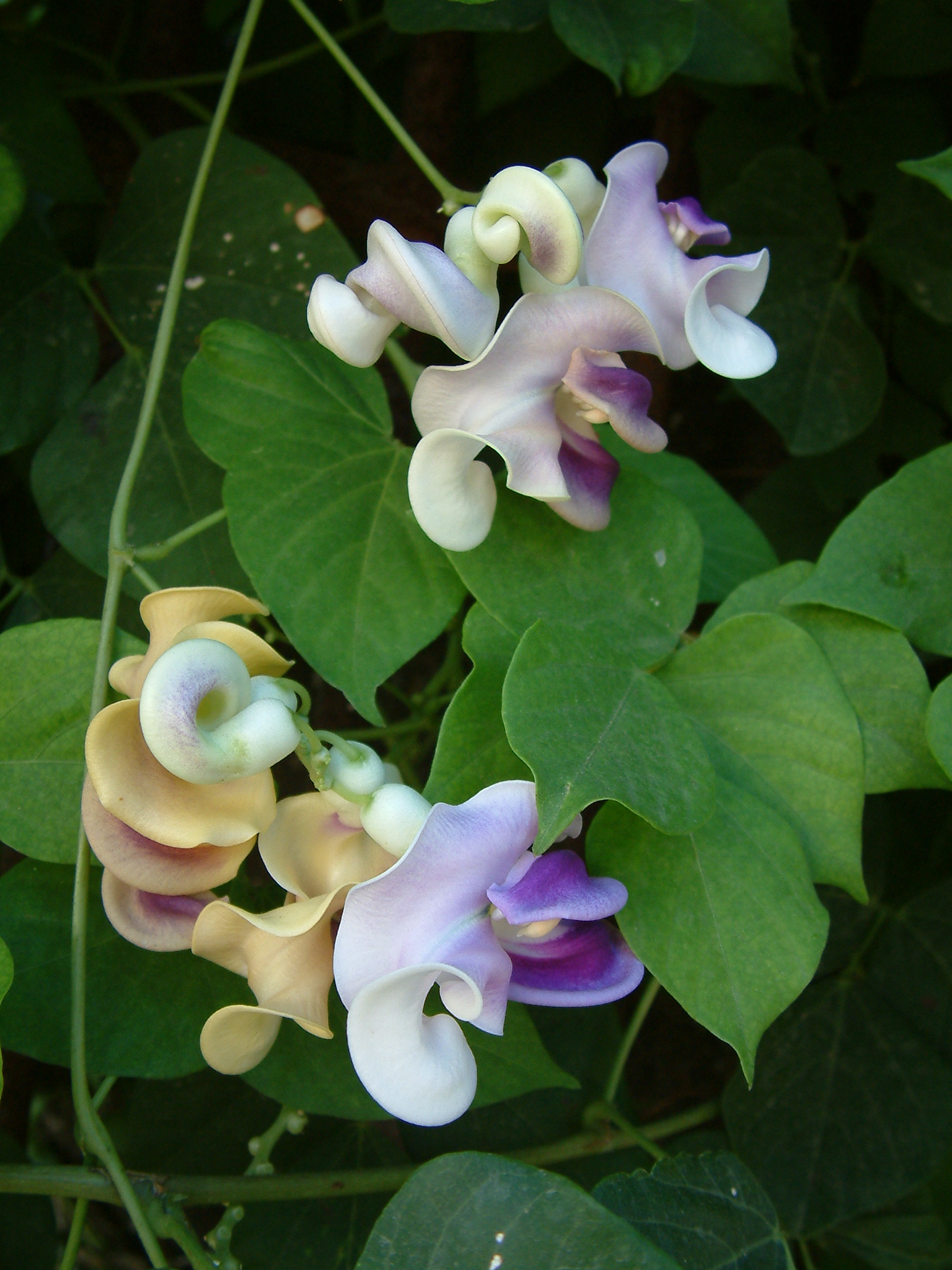
コークスクリューバインの花
（Wikimedia Commonsより）

スネールフラワー（Snail Flower）はマメ科のつる性多年生草本。国内外で観賞用として栽培されるSigmoidotropis speciosaを主に指すが、スネールフラワーの名で別種（Cochliasanthus caracalla）を指すこともあり、学名の取り違えも相まって混乱がみられる。本項では後者をコークスクリューバイン（Corkscrew Vine）として後述する。

## 特徴
蕾がカタツムリのように見えることからこの名がある。葉は3出小葉からなり互生する。小葉は楕円形～卵形で先は尖る。花は径4–5 cmと大きく、葉腋から花茎を伸ばし、房状に3–5輪かたまって付く。花色は光沢のある淡紫色で、4–7日間咲き続ける。竜骨弁はS字状（Sigmoid）。本種は1824年にPhaseolus speciosusとして記載された後、1970年にVigna属へ、2011年にSigmoidotropis属へ移された。なお、図鑑等では学名をVigna caracallaとする例もあるが、これは後述するCochliasanthus caracallaのシノニムとされる。

## 分布と生育環境
中米～南米熱帯域が原産。POWOによると中南米（メキシコ～ブラジル）原産、米国フロリダ州へは導入。

## 利用
日当たりを好む。1年目から開花がみられ、周年開花性があり、5–11月まで次々と花を咲かせる。春～秋の高温期に勢いよくつるを伸ばすため、緑のカーテンを作る植物として好適。フェンスなどに絡ませる他、鉢植えで長めの支柱を立てて行灯仕立てなどに利用できる。春～秋は戸外で育成後、冬前につるを1 mくらい残して切り戻し、室内で乾かし気味で冬越しさせる。過湿下では灰色かび病が発生しやすい。繁殖は実生または挿し芽によるが、自然結実は稀とされる。

## スネールフラワーと呼称されるもう一つの種
大きくねじれた花の形状がコルク抜きに似るコークスクリューバイン（学名：Cochliasanthus caracalla）は、1753年にPhaseolus caracallaとして記載された後、1970年にVigna属へ移され、現在はCochliasanthus属に整理されている。特徴的な花の形から世界中で栽培されてきたが、日本国内の流通はまだ少ないとされる。白～桃色の地に紫色の縞模様をもつ花が多数連なって咲く。竜骨弁はコイル状に何回も巻く点でスネールフラワーと異なる。